# Bébange
Bébange (Biében en luxembourgeois, Bebingen en allemand) est un village de la commune belge de Messancy, située en Région wallonne dans la province de Luxembourg.
Il appartient à la section d'Habergy, ancienne commune dont il dépendait avant la fusion des communes de 1977.

## Démographie
Bébange compte, au 1er janvier 2020, 263 habitants (141 hommes et 122 femmes).

## Culte
L’église est dédiée à saint Hubert.

## Festivités
- Les 4 heures de vélo

Chaque année lors du 15 août se déroule la traditionnelle course cycliste amateur sur route: "Les 4 heures de Bébange".
C'est une course relais par équipes de deux coureurs sur un parcours d'un peu plus de 4 kilomètres dans et autour du village, le tout, comme son nom l'indique, pendant une durée de quatre heures. La route que le tracé emprute a d'ailleurs été refaite pour l'occasion en 2007.
C'est aujourd'hui une tradition estivale du village et elle est précédée, la veille au soir, par un grand bal sous chapiteau.

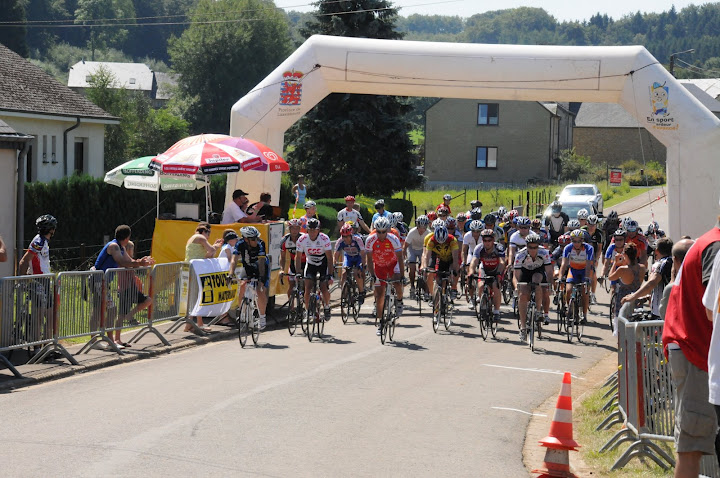
Le peloton sur la ligne d'arrivée en 2009.